# Moldova-Film
Moldova-Film – mołdawskie studio filmów fabularnych, dokumentalnych i animowanych z siedzibą w Kiszyniowie.

## Wybrana filmografia

### Filmy fabularne
- 1965: Ostatni miesiąc jesieni
- 1976: Wilczym śladem

### Filmy animowane
- 1982: O białej róży, która umiała się czerwienić